# Ghost (Long Distance Calling)
Ghost è il quarto EP del gruppo musicale tedesco Long Distance Calling, pubblicato nel 2021.

## Tracce
1. Dullahan – 2:14
2. Old Love – 5:28
3. Black Shuck – 3:38
4. Seance – 8:15
5. Fever – 4:53
6. Negative Is The New Positive – 8:50

## Formazione
- David Jordan - chitarra
- Janosch Rathmer - batteria, percussioni
- Florian Füntmann - chitarra
- Jan Hoffmann - basso